# Eddy Scheuzger
Edward „Eddy“ Scheuzger (* 1957) ist ein Schweizer Schauspieler.

## Leben
Eddy Scheuzger wuchs in der Schweiz auf und absolvierte dort seine Schauspielausbildung. Seit Ende der 1990er Jahre wirkt er als Schauspieler vor der Kamera in mehreren Filmen und Fernsehserien mit. Er ist vereinzelt auch am Theater aktiv.
Er lebt in Berlin. Neben Deutsch spricht er Englisch, Französisch und Niederländisch.

## Filmografie (Auswahl)
- 1998: Die Straßen von Berlin (Fernsehserie, 1 Folge)
- 2004: Muxmäuschenstill
- 2006: Das Leben der Anderen
- 2009: Polizeiruf 110: Alles Lüge
- 2010: Go West – Freiheit um jeden Preis (TV-Zweiteiler)
- 2011: Schicksalsjahre (TV-Zweiteiler)
- 2011: Krauses Braut
- 2012: Gute Zeiten, schlechte Zeiten (Fernsehserie, 2 Folgen)
- 2013: Geschichte Mitteldeutschlands - Das Magazin (TV-Zweiteiler)
- 2013: SOKO Wismar (Fernsehserie, 1 Folge)
- 2014: Bornholmer Straße
- 2015: Härte
- 2016: Mitten in Deutschland: NSU/Die Opfer – Vergesst mich nicht
- 2017: Babylon Berlin (Fernsehserie, 2 Folgen)